# Euxoa enixa
Euxoa enixa là một loài bướm đêm thuộc họ Noctuidae. Nó được tìm thấy ở miền tây Tien-Shan mountains, Fergana, Togus-Torau, Issyk-Kul, the Alexander Mountains và Aschabad.